# Vult von Steijern
Vult von Steijern är en svensk ätt som stammar från körsnären Elias Fult (1608-79) som omkring 1640 flyttade till Sverige från Schlesien och som tillhörde en från Steiermark bördig släkt. Ätten har samma ursprung som Lilliesvärd.
Med namnet Vult von Steijern adlades 1743 dennes sonson Johan Julius Vult von Steijern (1695-1767). En av dennes sonsöner Henrik Sebastian Vult von Steyern blev 1832 friherre enligt regeringsformens § 37.

## Alfabetisk lista
- Fredrik Vult von Steijern (1851–1919), chefredaktör för Dagens Nyheter
- Henrik Vult von Steyern (1806–1871), militär och politiker
- Nils Vult von Steyern (1839–1899), politiker

## Stamtavla över kända ättlingar
- Elias Fult (1608–1679), körsnär
  - Johannes Vultejus, magister
    - Johan Julius, adlad Vult von Steijern (1695–1767)
      - Gustaf Vult von Steyern (1729–1807), assessor
        - Julius Fredrik (1764–1808), lantbrukare
          - Julius Vult von Steijern (1805–1889), assessor
            - Fredrik Vult von Steijern (1851–1919), chefredaktör för Dagens Nyheter

        - Henrik Sebastian Vult von Steyern (1768–1844), upphöjd till friherre, direktör
          - Carl Vult von Steijern (1804–1869), kammarherre
            - Carl Vult von Steijern (1840–1915), stationsinspektor
              - Carl-Erik Vult von Steijern (1879–1963), friherre vid faderns död, kontorist
                - Gösta Vult von Steijern (1907–1982), ingenjör
                  - Gunilla Vult von Steijern (född 1937), gift med Tom Linder
                    - Louise Linder (född 1963), präst och psykoterapeut

          - Henrik Vult von Steyern (1806–1871), militär och politiker
            - Nils Vult von Steyern (1839–1899), politiker
              - Nils Vult von Steyern (1887–1966), justist, statsråd och riksmarskalk